# Paulus brev
Paulus brev är de tretton böcker i Nya Testamentet som tillskrivs aposteln Paulus. Paulus omvändelse till kristendomen skedde enligt Apostlagärningarna under den första förföljelsen som drabbade den judekristna rörelsen efter steningen av Stefanos i Jerusalem omkring år 35 och Paulus var själv före sin omvändelse på vägen till Damaskus drivande i denna förföljelse. En av följderna av förföljelsen blev att tron på Jesus som Guds son även spreds till icke-judar (i Bibeln även kallade "hedningar"), något som några årtionden senare kom att leda till att kristendomen etablerades som en egen religion skild från judendomen. Paulus brev spelade redan när de skrevs en avgörande roll för att identifiera och tydliggöra skillnaderna mellan de båda religionerna. 
Den exakta kronologin är något osäker, men Paulus ger själv i ett av sina tidiga brev (Galaterbrevet) vissa ledtrådar som underlättar dateringen av hans missionsresor som brukar dateras till åren 46–63. Den första missionsresan utgick ifrån Antiochia, en stad i nuvarande Turkiet där han enligt kapitel 11 i Apostlagärningarna  troligen var verksam redan före kejsar Claudius tid (år 41–54). Hans brev dateras vanligen till åren 50–60, därmed är dessa troligen de äldsta skrifterna i Nya Testamentet.

## Äldre benämning
Beteckningen Pauli brev används i äldre bibelöversättningar, bland annat i Evangeliska Fosterlands-Stiftelsens Bibel från år 1887 och Normalupplagan från 1883. I Karl XII:s bibel från 1703 såväl som Gustav Vasas bibel från 1541 kallas breven Pauli epistlar. I modernt språkbruk används vanligen beteckningen Paulus brev. I 1917 års kyrkobibel heter breven Paulus' brev till galaterna etc. I bibelutgåvan NT 81 och därmed Bibel 2000, samt i Svenska folkbibeln, undviker man genitivformen genom att namnge breven Till de kristna i Galatien eller Galaterbrevet etc.

## Kategorisering av breven
De tretton brev i Nya Testamentet som går under Paulus namn brukar delas in i olika kategorier, exempelvis följande:

### De stora breven
- Romarbrevet
- Första Korinthierbrevet
- Andra Korinthierbrevet
- Galaterbrevet

### Fångenskapsbreven
- Efesierbrevet
- Filipperbrevet
- Kolosserbrevet

### Pastoralbreven
- Första Timotheosbrevet
- Andra Timotheosbrevet
- Titusbrevet

### Övriga brev
- 1 Thessalonikerbrevet
- 2 Thessalonikerbrevet
- Filemonbrevet

## Kronologi
Den ordningsföljd i vilken breven står i Nya Testamentet går troligen tillbaka på en samling paulusbrev från Rom, där Romarbrevet och de två andra långa breven, Första och Andra Korinthierbreven, stod först. Den ungefärliga kronologiska ordningen mellan de brev som allmänt inom nutida forskning anses vara skrivna av Paulus själv är följande:
- Första Thessalonikerbrevet
- Galaterbrevet
- Första Korinthierbrevet
- Andra Korinthierbrevet
- Filipperbrevet
- Romarbrevet
- Filemonbrevet

## Författare
Vem som skrivit breven är dock omdiskuterat för en del av Paulusbreven. Praktiskt taget alla nutida forskare räknar med att Romarbrevet, de båda Korinthierbreven, Galaterbrevet, Filipperbrevet, Första Thessalonikerbrevet och Filemonbrevet verkligen skrevs av Paulus själv (eller genom en sekreterare) under hans livstid. När det gäller de övriga breven råder delade meningar inom forskningen. Dessa omtvistade brukar kallas för deuteropaulinska (efterpaulinska). Särskilt pastoralbreven brukar antas vara skrivna av en paulusanhängare någon generation efter apostelns livstid. Detta i enlighet med ganska utbredd praxis i antiken: skrifter som avfattades i en vördad lärares anda, och kanske innehöll material från denne, kunde tillskrivas denne lärare. Å andra sidan hävdar religionshistorikern Bart D. Ehrman att det inte finns några bevis för att det fanns någon utbredd praxis att skriva i någon annans namn under antiken utan att det betraktades som förfalskning. De hade enligt honom samma syn på förfalskningar som vi har nu. Det innebär i så fall att de efterpaulinska breven måste anses som förfalskningar i religionshistorisk mening.